# Sistemas de administración de contenido
Los sistemas de administración de contenido de páginas web permiten actualizar diferentes aspectos de un sitio web incluyendo textos, imágenes, enlaces, productos, servicios, etc.
Una página web con un sistema de administración de contenido se considera una página web dinámica porque permite actualizar su contenido de manera inmediata y bajo petición del usuario.
- Datos: Q6129989